# Motorsport

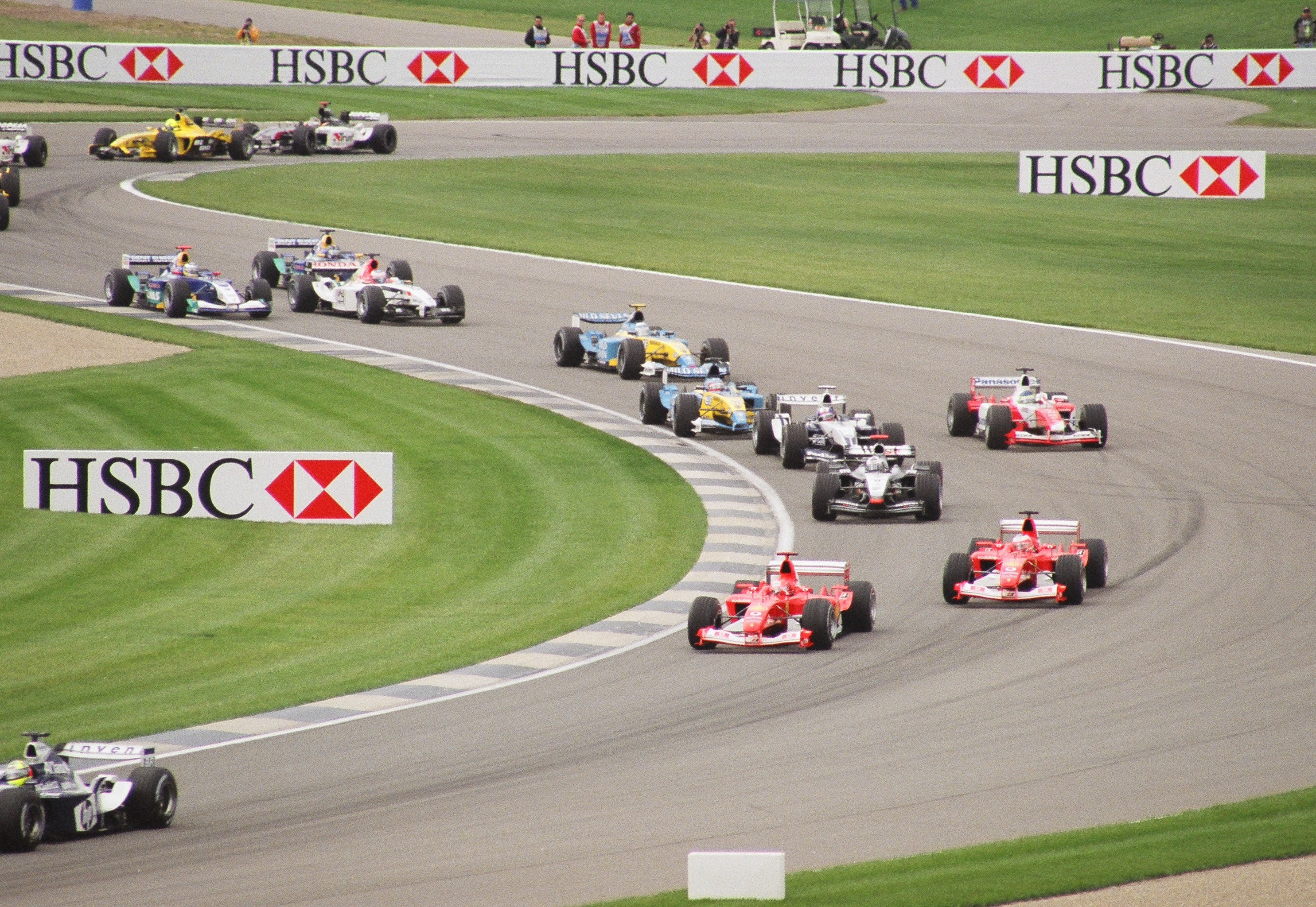
Formel 1

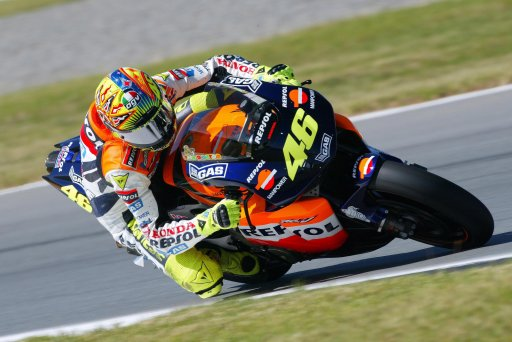
MotoGP

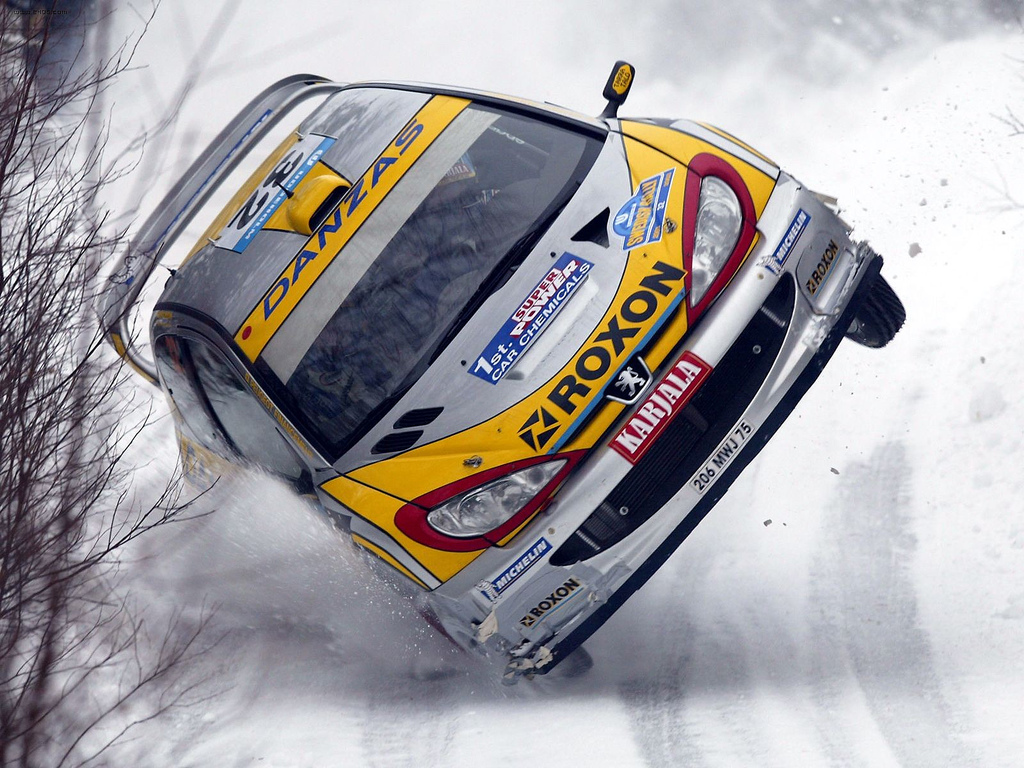
Rallye

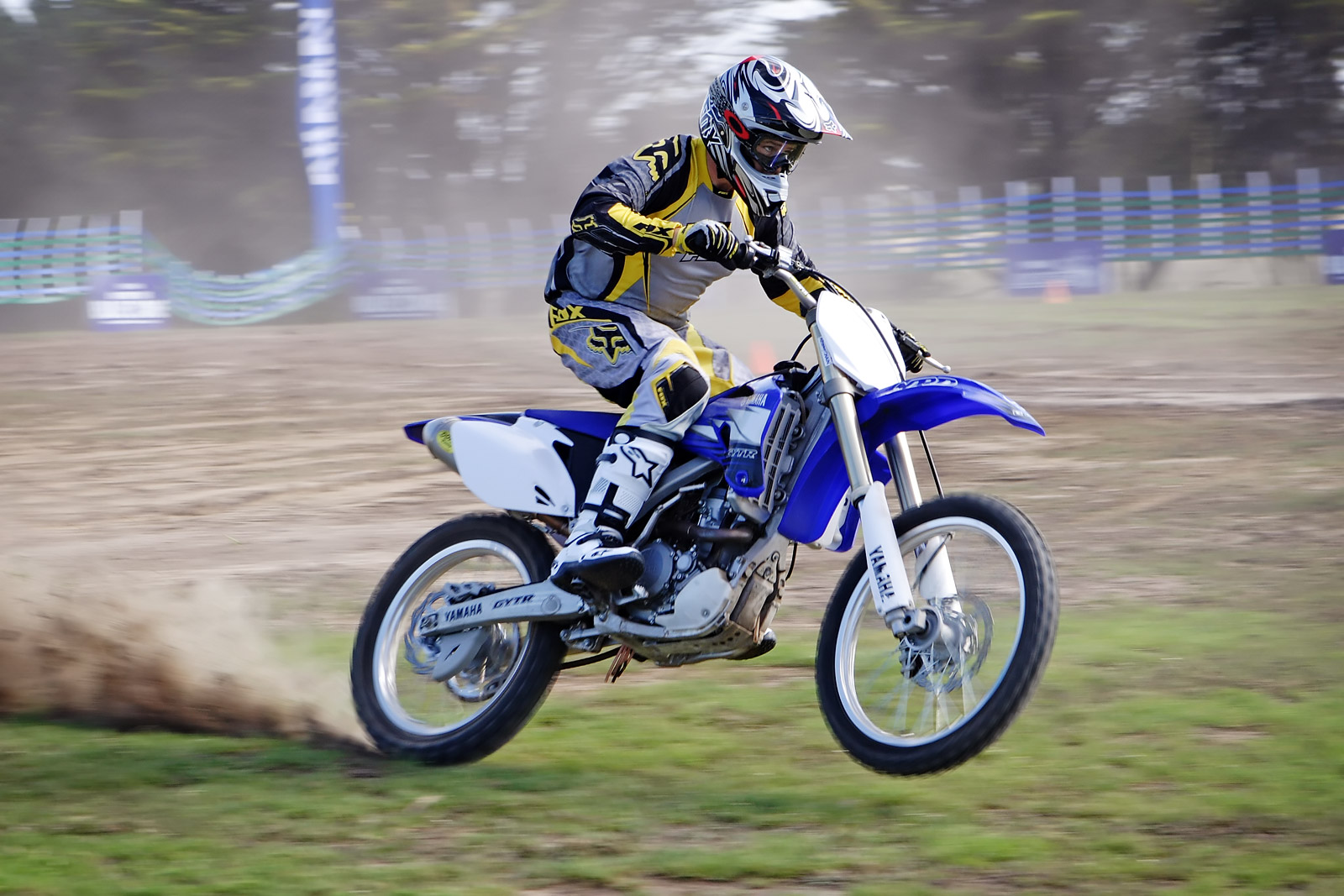
Motocross

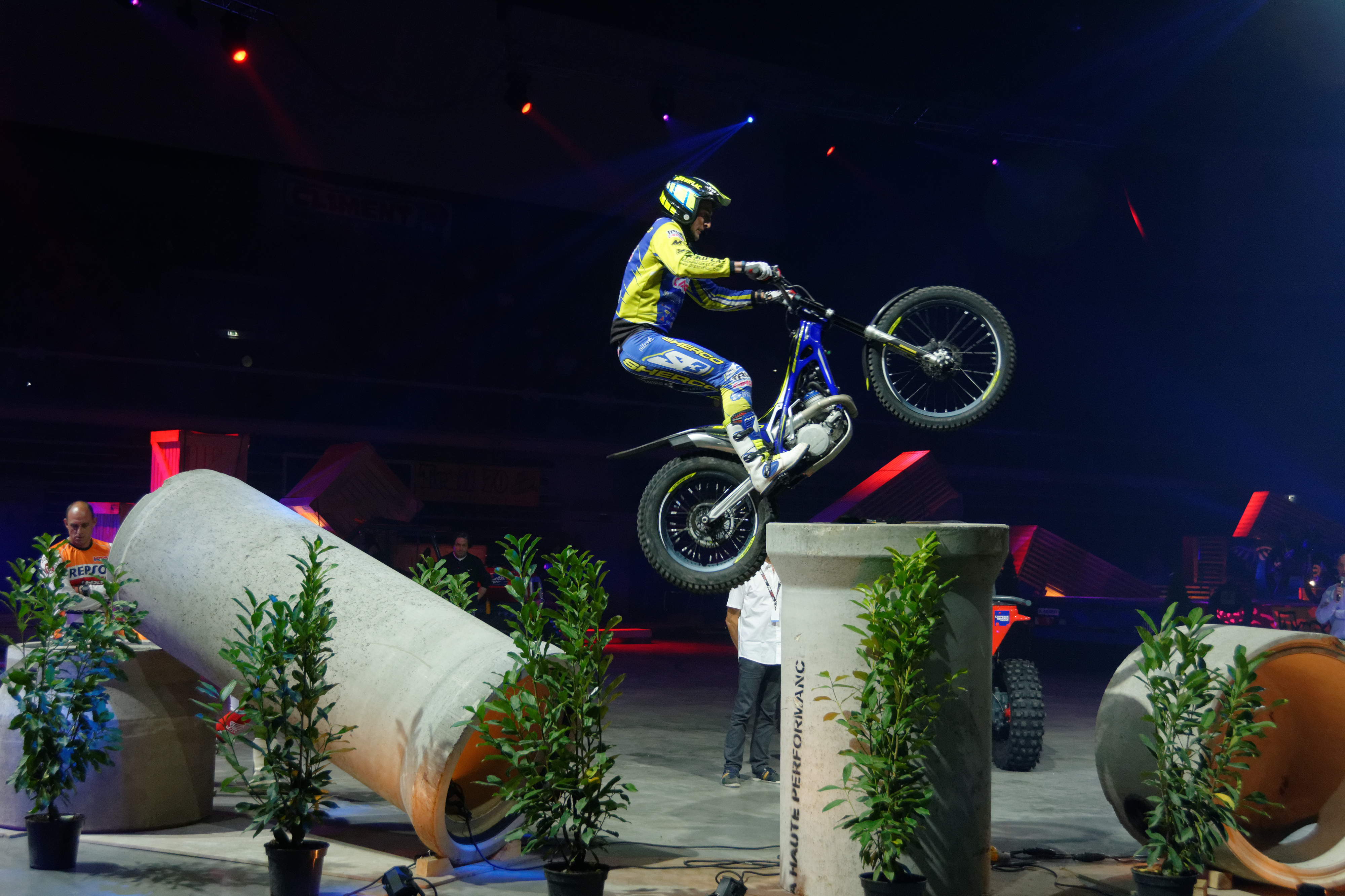
Motorrad-Trial

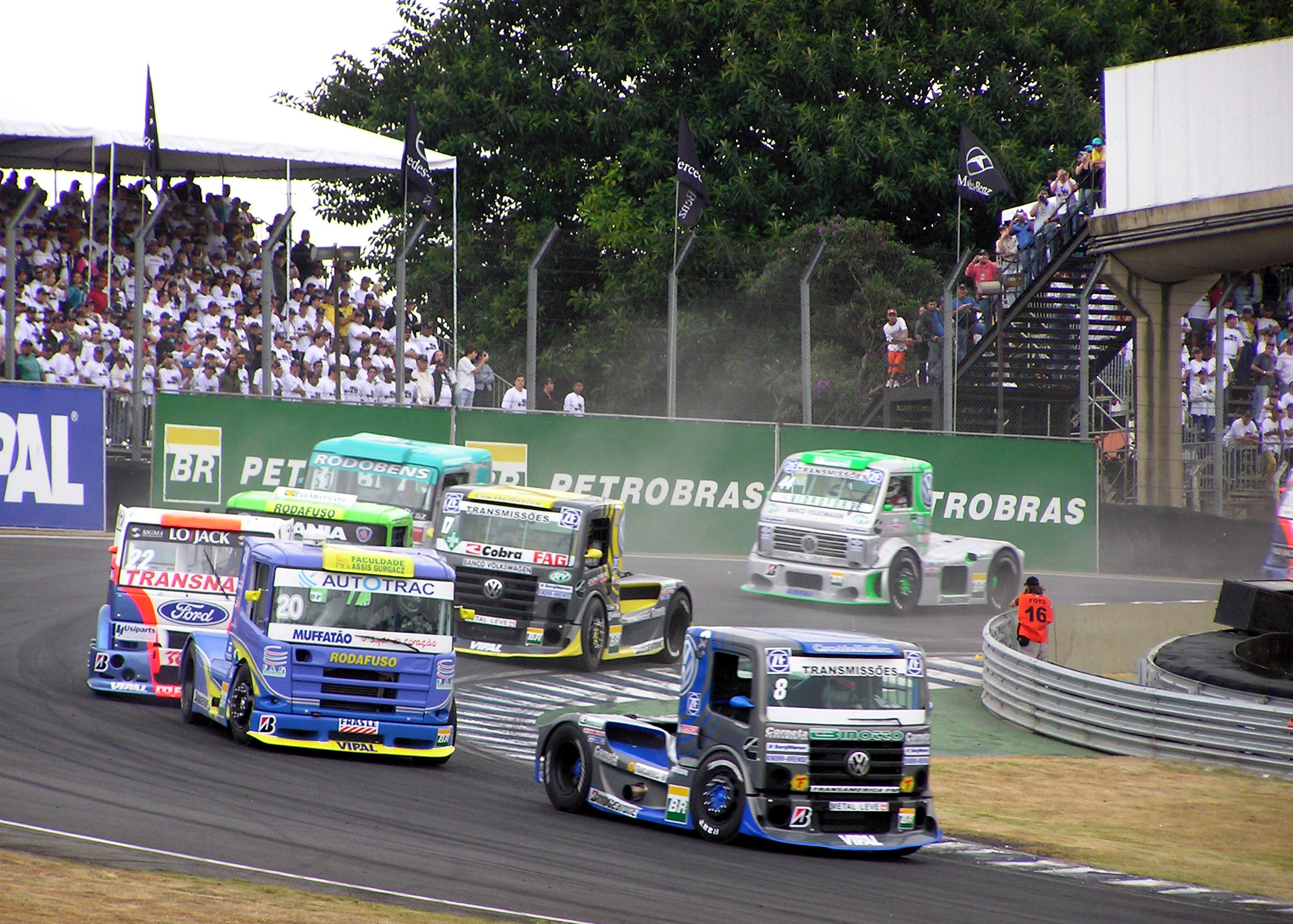
Truck Racing

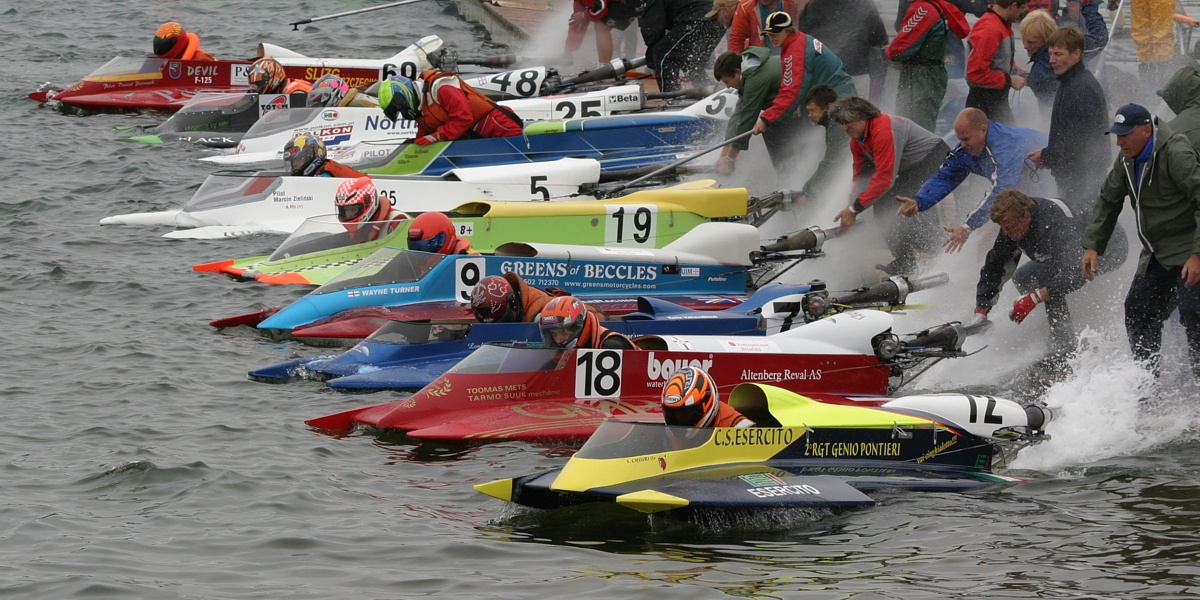
Motorbootsport

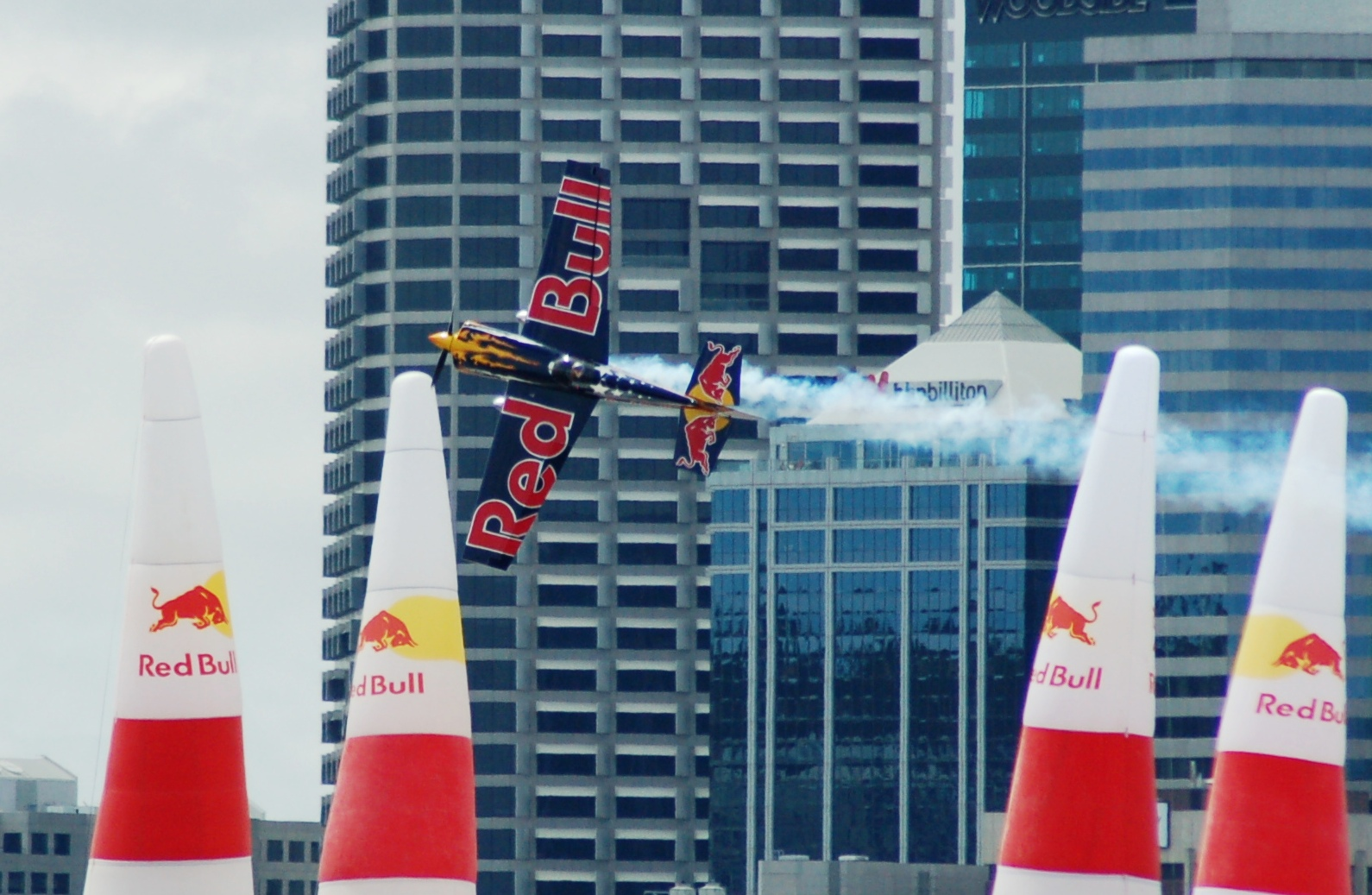
Luftrennen

Der Motorsport umfasst alle Sportarten, die das möglichst schnelle oder auch geschickte Bewegen motorgetriebener Fahrzeuge durch ihre Fahrer zum Ziel haben. Im Wesentlichen sind dies Automobilsport (Formel-, Touren-/ Sportwagen und Sportwagen-Prototypen) sowie Kartsport, Motorradsport und Motorbootrennen. Daneben zählen aber auch noch Wettbewerbe mit Spezialfahrzeugen wie beispielsweise Traktoren (Tractorpulling), Lastkraftwagen (Truck Racing und Truck Trial) oder Flugzeugen (Luftrennen) zum Motorsport.
Während die meisten Motorsportarten auf geschlossenen, eigens gebauten Rennstrecken betrieben werden, finden besonders im Rallyesport auch Rennen auf öffentlichen Straßen statt, die zu diesem Zweck gesperrt werden. So genannte Rallye Raids wie das Africa Eco Race oder die Rallye Dakar werden mit geländegängigen Fahrzeugen meist abseits von Straßen und Pisten ausgetragen, etwa in Wüstengebieten wie der Sahara.
Nicht zum Motorsport gerechnet werden illegale Straßenrennen. Sie erfüllen nicht die Standards des modernen Sports, insbesondere Regeln der Fairness und der Nicht-Gefährdung Dritter. Da sie nicht auf abgesperrten Straßen oder eigenen Rennstrecken stattfinden, sondern im sonstigen Straßenverkehr, werden dabei andere Verkehrsteilnehmer sowie die Teilnehmer am Rennen gefährdet.
Der „Im Automobil von Peking nach Paris“ genannte Wettbewerb war 1907 eine der ersten ausgeschriebenen „Rennveranstaltungen“. Abenteuerlust, der Drang nach technischem Fortschritt und sportliche Motivation waren die Triebfedern der ersten Motorsportler.

## Geschichte
Bereits im 19. Jahrhundert finden sich Veranstaltungen und Ereignisse zum Motorsport. Mit fast allen Arten der Motorisierung wurden Versuchsfahrten, Wettbewerbe, Rekordfahrten oder ähnliche Veranstaltungen unternommen.
Der Motorsport entwickelte sich im ausgehenden 19. Jahrhundert aus Wettfahrten der ersten Besitzer von Kraftfahrzeugen. Aufgrund der schlechten Straßenverhältnisse sowie der noch nicht ausreichend entwickelten Fahrzeugtechnik waren insbesondere die Zuverlässigkeit und Widerstandskraft der Kraftfahrzeuge zu bestätigen. Bei Wettfahrten gegen Reiter, Fahrradfahrer und Eisenbahnen konnten zwar höhere Spitzengeschwindigkeiten erzielt werden, die Ausdauergeschwindigkeiten jedoch waren angesichts häufiger Probleme noch nicht zufriedenstellend. Mangels Tankstellennetz wurde der Kraftstoff in kleinen Mengen aus Apotheken bezogen.
Obwohl diese Aktivitäten meist eine große öffentliche Resonanz nach sich zogen, hielten die Hersteller von motorbetriebenen Fortbewegungsmitteln zunächst von diesen Veranstaltungen Abstand, da ihre Fahrzeuge vor allem den Fahrkomfort zum Zweck hatten und nicht für die Austragung von Rennen konzipiert waren.
Bis man die Werbewirksamkeit von Rennerfolgen registrierte, setzte man zunächst normale „Serienprodukte“ ein. Erst nach diversen Erfolgen begann sich die Motorrad- und Automobilindustrie dann langsam aus der Fahrradindustrie heraus zu entwickeln.
Ähnlich wie bei Radrennen (Tour de France) wurden auch Rennen mit Automobilen oder Motorrädern von meist großen Tageszeitungen (L´Equipe, Daily Telegraph, Chicago Tribune etc.) ausgeschrieben. Dabei handelte es sich um strapaziöse Rundfahrten oder Rennen von einer Großstadt zur anderen. Das erste Rennen mit Automobilen führte am 22. Juli 1894 von Paris nach Rouen; das erste Bergrennen am 31. Januar 1897 von Nizza aus über insgesamt 17 Kilometer hinauf zum Bergdorf La Turbie.

### Anfänge um 1900
Das Rennen von Paris nach Madrid wurde im Jahre 1903 nach mehreren Todesfällen vorzeitig abgebrochen. Unter anderen war einer der Renault-Brüder verunglückt. Man beschränkte sich danach meist auf kürzere Kurse, die jedoch mehrmals durchfahren wurden, etwa beim ersten Grand Prix bei Le Mans im Jahre 1906. So entstanden neben Straßenrennen die Rundstreckenrennen.
Das längste Autorennen von New York über Peking nach Paris im Jahre 1908 führte über mehr als 21.000 Kilometer durch meist unwegsames Gelände. Nur ein halbes Dutzend Autos nahmen damals daran teil, der schwächste Wagen hatte nur ganze 15 PS. Der Sieger, George Schuster, war 169 Tage unterwegs.

### Zwischenkriegszeit
Waren es vor dem Ersten Weltkrieg Motive wie die Demonstration von Standfestigkeit und Ausdauer, so bestimmte die Zwischenkriegszeit das Motiv des Geschwindigkeitsrausches. Die Motoren waren inzwischen insbesondere durch die für den Luftkrieg weiterentwickelten Motoraufladungen zu höheren Leistungen fähig, als es für den normalen Straßenverkehr notwendig war.
So wurden erstmals spezielle Rennstrecken erbaut, die hohe Geschwindigkeiten zuließen, etwa die AVUS in Berlin mit ihren beiden langen Geraden und einer überhöhten Kurve oder Monza in Italien, ebenfalls mit überhöhten Kurven. Im belgischen Spa-Francorchamps wurde ein dreieckiger Kurs aus Landstraßen durch Einführung von Ortsumfahrungen für hohe Geschwindigkeiten ausgebaut.
Der technische Fortschritt ging jedoch schneller voran, als man sich etwa 1934 bei der Einführung von neuen Regeln für den Grand-Prix-Rennsport vorstellen konnte. Schon 1937 erreichten die Rennwagen Leistungen von über 500 PS und Spitzengeschwindigkeiten über 300 km/h, bei Rekordfahrten gar über 400 km/h. Auch bei den Motorrädern steigerten sich die Geschwindigkeiten: 1929 erreichte Bert le Vack mit 207,73 km/h Weltrekord, 1937 sorgte Eric Fernihough auf einer Brough Superior mit J.A.P.-Motor mit 273,244 km/h wieder für einen Weltrekord.

### Nach dem Zweiten Weltkrieg
Nach dem Zweiten Weltkrieg musste noch einige Zeit weiter auf Vorkriegsniveau gefahren werden. Jedoch bereits in den frühen 1950er Jahren zeichnete sich eine neue technische Motorengeneration ab. Ende der 1950er Jahre kamen dann Verkleidungen bei den Motorrädern und stromlinienförmige Karosserien bei den Automobilen auf. Ab den 1960er Jahren erlaubten bessere Fahrwerke und Reifen auch für relativ schwach motorisierte Fahrzeuge hohe Geschwindigkeiten auf kurvenreichen Rennstrecken. Ein neues Problem entstand: die Sicherheit für Teilnehmer und Zuschauer. Es kam zu schweren Unfällen mit zahlreichen Toten. Rennveranstaltungen wurden verboten, Werkrennteams zogen sich aus dem aktiven Motorsport zurück.

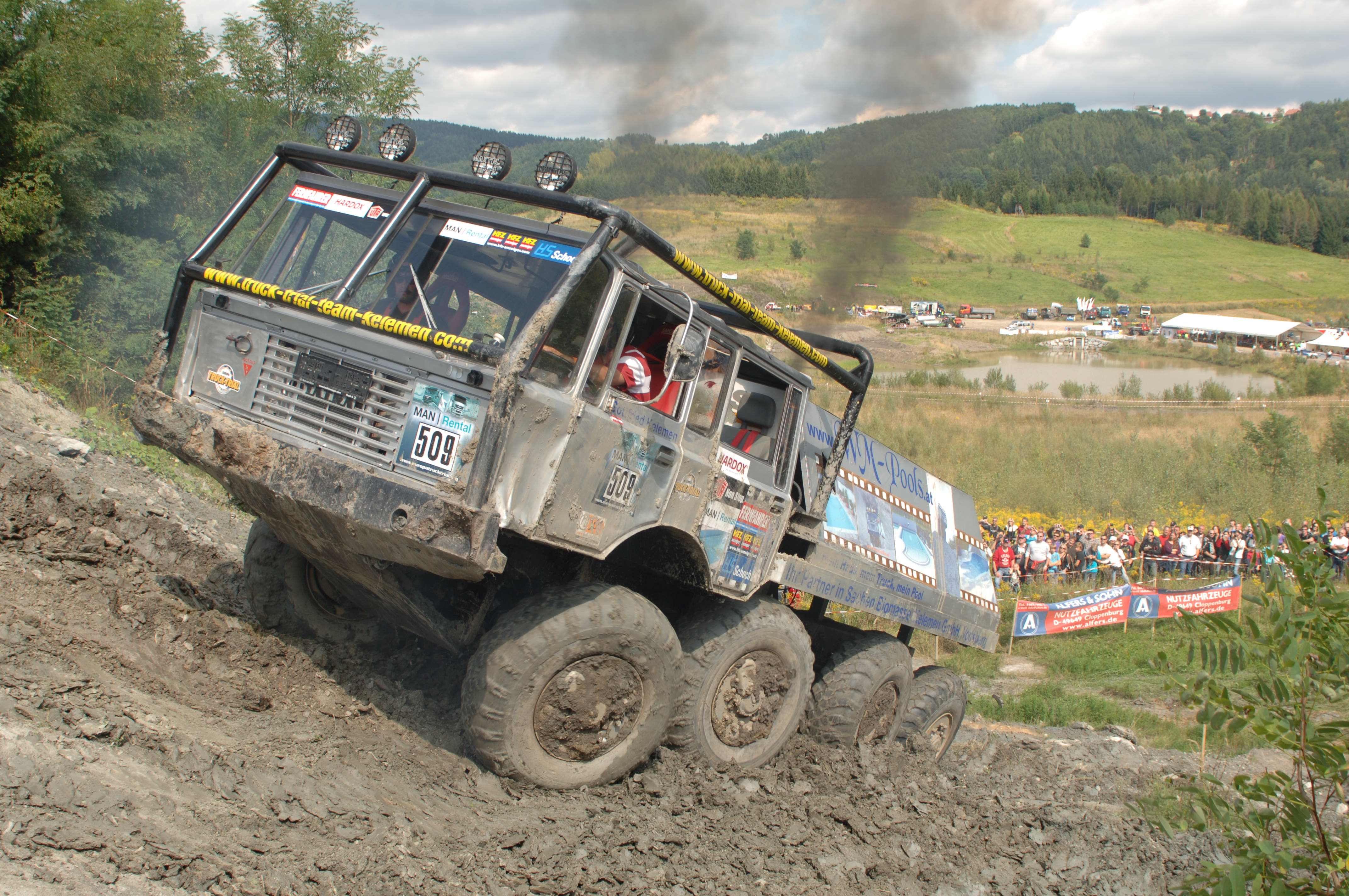
Für Truck Trial modifizierter Tatra 813

Der Rennsport blieb sehr gefährlich. Erst Ende der 1960er Jahre bekam man durch Umbau der Rennstrecken (Schaffung von Auslaufzonen) sowie die Einführung von Sicherheitsgurten, Überrollbügeln, feuerfester Kleidung usw. sowohl in den Profiklassen als auch im immer stärker werdenden Breitensportbereich das Verletzungsrisiko so weit in den Griff, dass Ende der 1970er Jahre Personenschäden für Fahrer oder gar Zuschauer zurückgingen.

#### Zuschauerzahlen
Auch ein Wandel im Zuschauerbereich ergab sich im Laufe der Zeit. Vor dem Ersten Weltkrieg fuhr man ausschließlich auf Schotterstraßen oder auf Rennkursen mit Betonbahnen. Die Zuschauer konnten bei freien Strecken buchstäblich auf der Straße stehen; bei den Rundstrecken gab es bereits Tribünen. In der Zwischenkriegszeit war es nicht viel anders. Jedoch gab es auch schon etliche Rennen auf Betonstrecken. Nach dem Zweiten Weltkrieg erlebten Rennen wahre Zuschauerbooms: Weit über 100.000 Zuschauer säumten die Rennstrecken. Dicht gedrängt standen sie an den Straßenrändern, und häufig grenzte es an ein Wunder, dass nichts passierte. Der Grenzlandring bei Mönchengladbach beispielsweise sah bei jedem der insgesamt fünf von 1948 bis 1952 ausgetragenen Rennen zwischen 200.000 und 300.000 Zuschauer; er war am 31. August 1952 mit mindestens 13 Toten (einigen Quellen zufolge soll es noch einen 14., unbekannten Toten gegeben haben) und 42 Verletzten aber auch der Schauplatz des bis heute fatalsten Rennsportunfalls Deutschlands.
Rückläufige Besucherzahlen Ende der 1950er, Anfang der 1960er führten zum Aus zahlreicher Rennveranstaltungen.
Bis in die 1960er-Jahre konnten Zuschauer noch förmlich hautnah an den Rennstrecken stehen und durch die Fahrerlager wandern. Hinsichtlich der Nähe zu den Strecken wurden die Veranstalter jedoch zunehmend – zumindest in Deutschland – ihrer Verantwortung bewusst (s. o. Unfälle mit Zuschauern) und installierten Fangzäune, Auslauf- und Sicherheitszonen. Teilweise erfolgten auch Zutrittsverbote zu den Fahrerlagern. Dies variiert aus Sicht der Zuschauer wesentlich von Sportart zu Sportart. Durchgehend verschlechtert haben sich die Möglichkeiten, unmittelbare Kontakte mit den Sportlern selbst, insbesondere im kommerziellen Bereich, aufzunehmen.
Heutzutage haben sich vor allem die internationalen Motorrad-Grand-Prix und Formel-1-Läufe als straff organisierte kommerzielle Ereignisse weit von den Ursprüngen des Motorsports entfernt, auch was die Zuschauerzahlen betrifft.
Anders stellt sich das bei mehr dem Breitensport zuzuordnenden Veranstaltungen dar, z. B. dem historischen Motorradsport, den Markenpokalen, Motorrad-Straßenrennen (wie am Schleizer Dreieck), Motocross, Rallye 200, aber auch bei der Rallye Deutschland als WM-Lauf, bei Kartrennen oder beim Automobil-Slalom.

## Rechtliche Situation in Deutschland

### Steuerliche Förderungswürdigkeit
Während zunächst in Literatur und Rechtsprechung die Meinung vorherrschte, Motorsport sei kein Sport, weil die eigentliche sportliche Leistung von den motorisierten Sportgeräten ausgehe, wurde Motorsport im Jahr 1997 vom Bundesfinanzhof als gemeinnützig im Sinne des § 52 AO anerkannt.

### Immissionsschutzrecht
Renn- oder Teststrecken für Kraftfahrzeuge unterliegen einer immissionsschutzrechtlichen Genehmigungspflicht. Die Errichtung einer Anlage ohne die erforderliche Genehmigung stellt eine Ordnungswidrigkeit dar und kann mit einer Geldbuße bis zu fünfzigtausend Euro geahndet werden (§ 62 Abs. 1 Nr. 1, Abs. 4 BImschG).
Für ständige Anlagen ist ein Genehmigungsverfahren gemäß § 10 BImSchG mit Öffentlichkeitsbeteiligung erforderlich, für Anlagen zur Übung oder Ausübung des Motorsports an fünf Tagen oder mehr je Jahr, ausgenommen Anlagen mit Elektromotorfahrzeugen und Anlagen in geschlossenen Hallen, ein Genehmigungsverfahren gemäß § 19 BImSchG ohne Öffentlichkeitsbeteiligung (§ 4 Abs. 1 Satz 4 BImschG, Verordnung über genehmigungsbedürftige Anlagen, Anhang I Nr. 10.17). Im Genehmigungsverfahren findet die TA Lärm Anwendung. Nr. 10.17 Spalte 1 diente der Umsetzung von Nummer 11 Buchstabe a des Anhangs II der UVP-Änderungsrichtlinie. Bei den Motorsportanlagen nach Nr. 10.17 Spalte 2 wurden Anlagen mit Elektromotorfahrzeugen und Anlagen in geschlossenen Hallen wegen ihrer geringeren Emissionsrelevanz von der Genehmigungspflicht freigestellt.
Von einer Teststrecke ist nur dann auszugehen, wenn ihre Nutzung allein oder zumindest überwiegend der Prüfung eines Kraftfahrzeugs dient und nicht primär der sportlichen Betätigung.
Anlagen zur Übung oder Ausübung des Motorsports sowie Rennstrecken dienen der sportlichen Betätigung, z. B. der Nürburgring oder der Hockenheimring. Dazu zählt auch Freizeitsport. Nicht erforderlich ist die wettkampfmäßige Ausübung, d. h. ein Kräftemessen mit einem Dritten. Daher sind Rennbahnen in Freizeitparks genehmigungsbedürftige Anlagen, da sie der Ausübung des Motorsports im Sinne von Freizeitsport dienen.
Öffentliche Verkehrswege sind keine Anlagen im Sinne des Immissionsschutzrechts (§ 3 Abs. 5 Nr. 3 BImschG). Ist die Straße dagegen zur Zeit des Rennens für den öffentlichen Verkehr gesperrt, etwa für eine Rallye, stellt das Gelände rechtlich für diesen Zeitraum eine genehmigungsbedürftige Anlage im Sinne des Bundes-Immissionsschutzgesetzes dar. Die auf Straßenverkehrsrecht beruhende Sperrung ist Voraussetzung für die Anwendung des Anlagenbegriffs des Bundes-Immissionsschutzgesetzes.
Motorsportveranstaltungen, die nach Nr. 10.17 nicht genehmigungsbedürftig sind (z. B. wegen kürzerer Dauer) können dennoch nach Polizeirecht erlaubnispflichtig sein.

### Gewerberecht
Auf gewerbsmäßig durchgeführte Motorsportveranstaltungen finden außerdem die gewerberechtlichen Vorschriften für stehende Gewerbe Anwendung (§ 14 GewO).

## Naturschutz
Satzungsgemäßer Vereinszweck des Deutschen Motorsport Verbands (DMV) ist nach der „Förderung des Motorsports in allen Formen“ die „Förderung des Natur- und Umweltschutzes.“ Dieser Zweck soll verwirklicht werden „durch die Unterstützung der technischen Entwicklungen des Kraftfahrwesens, insbesondere der Elektro- und Hybridmobiltechnologie, durch das Angebot von Fahrtrainings zum umweltverträglichen Fahren im Straßenverkehr und durch das Angebot von Beratungen zur umweltverträglichen Fahrzeughaltung und -anschaffung.“ Die Umwelt-Richtlinien des Deutschen Motor Sport Bundes (DMSB) wollen „dem Umweltschutz einen hohen Stellenwert ein[…]räumen, ihn aktiv und beispielgebend zu gestalten.“
Im Auftrag des internationalen Dachverbands Fédération Internationale de l’Automobile (FIA) wird seit 2014 die FIA-Formel-E-Weltmeisterschaft für Formelwagen mit Elektromotor ausgetragen.
Das Positionspapier Nachhaltiger Sport 2030 des beim Bundesumweltministerium angesiedelten Beirats „Umwelt und Sport“ fordert die Naturschutzorganisationen dazu auf, „den Zugang der Sportaktiven zur Natur bzw. zum öffentlichen Raum und damit intensives Naturerleben durch natur- und landschaftsverträglichen Sport zu unterstützen, strategische Kooperationen mit dem Sport ein[zu]gehen und den Sport insgesamt umfassender als Partner und Impulsgeber für eine nachhaltige Gesellschaft an[zu]erkennen.“ Der Motorsport wird nicht ausdrücklich angesprochen.